# Гуахибо (язык)
Гуахибо (сикуани, вахибо) — язык народа гуахибо, принадлежит к гуахибской семье языков. Общее число носителей — около 34 200 человек:
- из них в Колумбии — 23 тыс. чел.(2005) (восточные равнинные регионы, департаменты: Касанаре, восток Мета, Гуаинья, Вичада, Гуавиаре)
- в Венесуэле — 11 200 чел.(2001) (верхнее течение реки Ориноко, штаты: Апуре и Амасонас).

Около 40 % носителей — монолингвы, около 45 % грамотны.